# Kiyémis
 (juin 2025).
Kiyémis est une blogueuse, autrice et militante afroféministe française, engagée contre le sexisme, le racisme et la grossophobie. Elle est considérée comme une figure de l'afroféminisme français,.
Son pseudonyme « Kiyémis » est la contraction des prénoms de sa mère et de sa grand-mère.

## Biographie
Née en région parisienne, elle a grandi entre Bobigny et Paris. Originaires du Cameroun, ses parents font partie de la classe moyenne : son père est comptable et sa mère est intendante. Elle a un frère jumeau. Elle commence l'écriture à l'âge de huit ans. Quand elle a treize ans, sa famille déménage de la Seine-Saint-Denis en Seine-et-Marne.
En 2005, les émeutes de banlieue accélèrent son éveil politique, car elle ne reconnaît pas dans les médias l'endroit où elle a grandi. Quatre ans plus tard, sa sensibilité afroféministe s'éveille après que son frère lui ait expliqué qu'il se fait contrôler jusqu'à sept fois par jour, une expérience que ne vivent pas ses amis blancs.
Parallèlement à sa licence d'histoire, elle lance son compte Twitter en 2012, où elle développe sa pensée à la croisée du féminisme, de l’antiracisme et de la lutte contre la grossophobie. À partir de fin 2014, elle anime son blog intitulé Les bavardages de Kiyémis : une afropéenne qui fait du bruit, où elle partage ses lectures, ses réflexions sur la vie et ses colères politiques. Elle utilise le terme d'afropéenne, car il permet de désigner toute son identité : à la fois française et faisant partie de la diaspora africaine. Elle s'interroge sur l'institutionnalisation dans le milieu universitaire des savoirs afroféministes produits sur le web, en vue d'assurer une meilleure reconnaissance des femmes qui les créent.
En 2017, elle est inscrite en master d'histoire et de sciences politiques à l'université Paris-VIII. Elle participe au documentaire d'Amandine Gay, Ouvrir la voix qui recueille des témoignages de femmes noires françaises pour mettre en avant leur parcours.
Inspirée par les écrits de Maya Angelou, Audre Lorde et Léonora Miano, elle publie son premier recueil de poèmes, À nos humanités révoltées, le 22 mars 2018. La vingtaine de textes qui le compose raconte la migration, la mémoire, le racisme, les langages inconnus, la sororité, le militantisme, l’afro-féminisme, etc.. Elle utilise l'écriture inclusive dans son ouvrage. Sur son blog, elle cite également comme référence l'intellectuelle afroféministe américaine Bell hooks. En 2022, elle publie un essai : Je suis votre pire cauchemar !, mentionnant sur un bandeau « Un concentré d'amour de soi contre les diktats ». La prise de poids est souvent considérée par les femmes comme le pire cauchemar possible. Elle dénonce dans cet ouvrage la grossophobie et des mécanismes d’oppression autour des corps, et insiste sur la nécessité d'aimer son corps même s'il ne correspond pas aux normes de beauté de la société.
Elle vit à Paris.

## Publications
- À nos humanités révoltées, Toulouse, éditions Métagraphes, coll. « Météorite », 2018, 55 p. (ISBN 978-2-490047-01-7), réédition chez Premiers matins de novembre en 2020 [10]
- Je suis votre pire cauchemar !, Paris, Éditions Albin Michel, coll. « Témoignages », 2022, 188 p. (ISBN 978-2226461261)
- Et, refleurir (roman), éditions Philippe Rey, 2024, 382 p. (ISBN 978-2-38482-005-4)[11]